# 御女組
御女組（おめぐみ）は、漫画『3年奇面組』『ハイスクール!奇面組』『フラッシュ!奇面組』に登場する架空の集団。

## 概要
初登場は「御女組登場その1　孤独なあまのじゃくの巻」。校内のスケ番グループ。早退常習犯であり、ヤクザや他校と衝突することも多い。音楽室をディスコ代わりにしている。メンバー全員中学を2留している。制服はネクタイを外し、足首まである長いスカートを着用している。またメンバーはバイクに乗っている場面もある。アニメでの制服の色は水色。
『キャラレル・ワールド』の回におけるパラレルワールドの御女組は全員お淑やかな性格になっており、スカートも短いものを着用している。スケバンお唯に対して畏怖の念を抱きながら接している。
原作における2度目の受験では可愛子振高を受けるものの、暴力沙汰で即不合格の上に留年。翌年の受験で奇面組同様一先高校を受験し、後に応生高校と合併を経て一応高校に進学する。

## メンバー
天野 邪子（あまの じゃこ）
声 - 井上瑤
昭和40年生まれ 身長：168cm 体重：55kg 血液型:AB型
御女組のリーダー。名前の通り天の邪鬼な性格のスケ番。その性格を逆手に取られて乗り気にさせられることもある。腰まである黒髪ロングのストレートヘアーが特徴。珍しいディスコミュージックが好き。愛煙家であり、小学校入学前から、常にタバコを吸っていた。『3年奇面組』終盤の高校受験シーンでは、タバコを吸いながら受験に臨んでいた。中学時代は芳しくない成績であり、テストでも白紙答案を出していたが、伊狩の熱意（?）に負ける形でその後は優秀な成績を叩き出す。当初は唯や千絵のようなぶりっ子を目の敵にしていたが、徐々に性格は丸くなり、友好的になる。純情な面もあり、零には風邪による体調不良で倒れたところを助けてもらった他、猫を預かってもらったり、彼氏のフリをしてもらったりと、何かと縁がある。「つっぱり子猫物語」（アニメ版第30話前半パート）では、零の家を訪ねた際に零の父親から迫られて動揺、つい張り倒して気絶させてしまった。また全裸で水浴びをしていた零の裸（この時は二頭身状態）を見て赤面して大慌てし、最終的に大きな岩でツッコミを入れて撃退してしまう。ただ、実際は捨て猫を拾いそれを預かってほしいというお願いに出向いたのだが、結局最後まで素直に言い出せず、零を困らせていた。
一時期、事代に恋心を抱いたこともあるが、何を思ったのか部活で組手中の事代を突如奇襲して投げた（事代は組手で手がふさがった状態だったため、対処ができなかった）にもかかわらず、それを棚に上げて「弱い」と切り捨てている。この邪子の行動はあまりに突然のものだったため、事代だけでなく居合わせた者たちも全く理解できなかった。
実家は裕福な家庭のお嬢様。身内にはスケ番であることを隠しており、家では猫を被って優等生の振る舞いを見せている（この設定は『帰って来たハイスクール!奇面組』で初出、作者も後付であると認めている）。他のメンバーが悪く見られないように思慮し、将来を考えて更生させようとしたこともあった。
催眠術や予知夢などの超能力を多少使える。
原作の最終回でアメリカにいて、邪子は現地の両親の元へ行ったということが語られている。「帰ってきた」では複数の種類の犬を飼っている。
新沢はこの邪子について、「『自分が女だったら、自分が強かったら、自分が美しかったら、果たしてどういう行動を取るだろう』という考えから出来たキャラ」と語っている。
奇面組に登場するキャラクターの中でも人気が高い一人。『3年』での人気投票では、女性キャラクター部門で宇留千絵らを抑えて2位につき、1位の河川唯に肉薄したが、登場回数の減っていた『ハイスクール!』終盤の人気投票（男女総合）では圏外に落ちている。
左 真紀（ひだり まき）
声 - 江森浩子
昭和40年生まれ 身長：160cm 体重：50kg
サブリーダー。いつも笑っている口が特徴。弟がいる。
三段腹 幾重（さんだんばら いくえ）
声 - 上村典子
昭和40年生まれ 身長：170cm 体重：100kg
御女組随一の巨躯。オカメのような顔をしていて無表情。口数も少ない。理由は不明だがカミソリをそのままぶら下げたイヤリングを着けており、風が吹くとそのカミソリイヤリングが耳周辺を傷だらけにしてしまう。
本場 出須子（ほんば ですこ）
声 - 松井摩味（現・摩味）
邪子が好きなディスコミュージックのレコードの所有者なのだが、「ドラえもん音頭 ディスコ版」などの怪しいレコードばかりを持ってくる、珍妙な感性の持ち主。
大場 加代（おおば かよ）
声 - 横尾まり
邪子と同じく黒髪のロングヘアー（中央を分けておでこを出している点が異なる）に加え、こけた頬が特徴。クールな性格で、時折ボケた発言や行動をする邪子にツッコミを入れることもある。

## 番外編での御女組
「ちょっとSFシリーズ」ではチトタリン王国防衛基地「イチオウ・ベース」の部隊チーム・ナンバー7陸軍部隊「オメ」として登場。他のメンバーは真紀と幾重が描かれていた。専用マシンは機動装甲車「マイル7」。
「刑事編」では邪子が容疑者候補の一人として登場。

## 脚註
1. ↑  原作では夏服も披露していたが、アニメでは原作の奇面組および番組同様、年中冬服だった。
2. ↑  新沢基栄「（保存版）奇面組キャラクター名鑑＜女性編＞」『ハイスクール!奇面組 第8巻』集英社〈ジャンプ・コミックス〉、1984年12月15日、ISBN 4-08-851354-1、34頁。
3. ↑  Popeye増刊「対戦型奇面組キャラクターカード大図鑑」『帰ってきた ハイスクール!奇面組』マガジンハウス、2000年12月1日、雑誌27136-12/01、85頁。
4. ↑  アニメでは「つっぱり子猫物語」（第30話前半パート）、「臨海学校・永遠なる遠泳」（劇場版第2パート）のみ、青色。
5. ↑  アニメでは未成年者の喫煙に問題があるためか、咥える場面はない。
6. ↑  しかし当の零は事情をあまり理解できていなかったが、零と邪子が一見恋人同士に見える姿を目撃してしまった唯は、誤解とはいえ零が自分以外の女性と仲良くしていることに嫉妬したあまり、これまでにない冷たい態度で零を突き放してしまった（アニメ版第70話Bパートにて）。
7. 1 2  新沢基栄「奇面の源Part.3 Act.3『はじめてのお宅訪問』の巻」『帰ってきたハイスクール!奇面組』〈ジャンプコミックスデラックス〉、ISBN 4-08-859419-3、56頁。
8. ↑  新沢基栄「変態会議の巻」『3年奇面組 第5巻』集英社〈ジャンプコミックス〉、1984年3月15日、ISBN 978-4-08-851345-4、18−20頁。
9. ↑  新沢基栄「きみのお気に入りキャラは何位かな!?」『ハイスクール!奇面組 第16巻』集英社〈ジャンプ・コミックス〉、1987年2月15日、ISBN 4-08-851366-5、123頁。
10. 1 2  新沢基栄「（保存版）奇面組キャラクター名鑑＜女性編＞」『ハイスクール!奇面組 第9巻』集英社〈ジャンプ・コミックス〉、1985年6月15日、ISBN 4-08-851355-X、108頁。
11. ↑  TEAM MUSCLE編「奇面組30の謎 Q17 各「組」のサブリーダーって誰?」『奇面組解体全書』集英社〈ジャンプコミックスセレクション〉、2002年4月24日、ISBN 4-8342-1683-7、53頁。
12. ↑  『3年』では三段原と書かれていた。